# Mecklembourg
1167–1701
Entités précédentes :
- Marche des Billung

Entités suivantes :
- Mecklembourg-Schwerin
- Mecklembourg-Strelitz

Le Mecklembourg (en allemand : Mecklenburg ; Mäkel(n)borg en mecklembourgeois-poméranien) est une région historique de l'Allemagne septentrionale s'étendant le long de la baie du Mecklembourg sur la mer Baltique. L'ancien État immédiat du Saint-Empire, avec son histoire et sa culture propres, constitue aujourd'hui la partie Ouest du Land de Mecklembourg-Poméranie-Occidentale. 

## Géographie

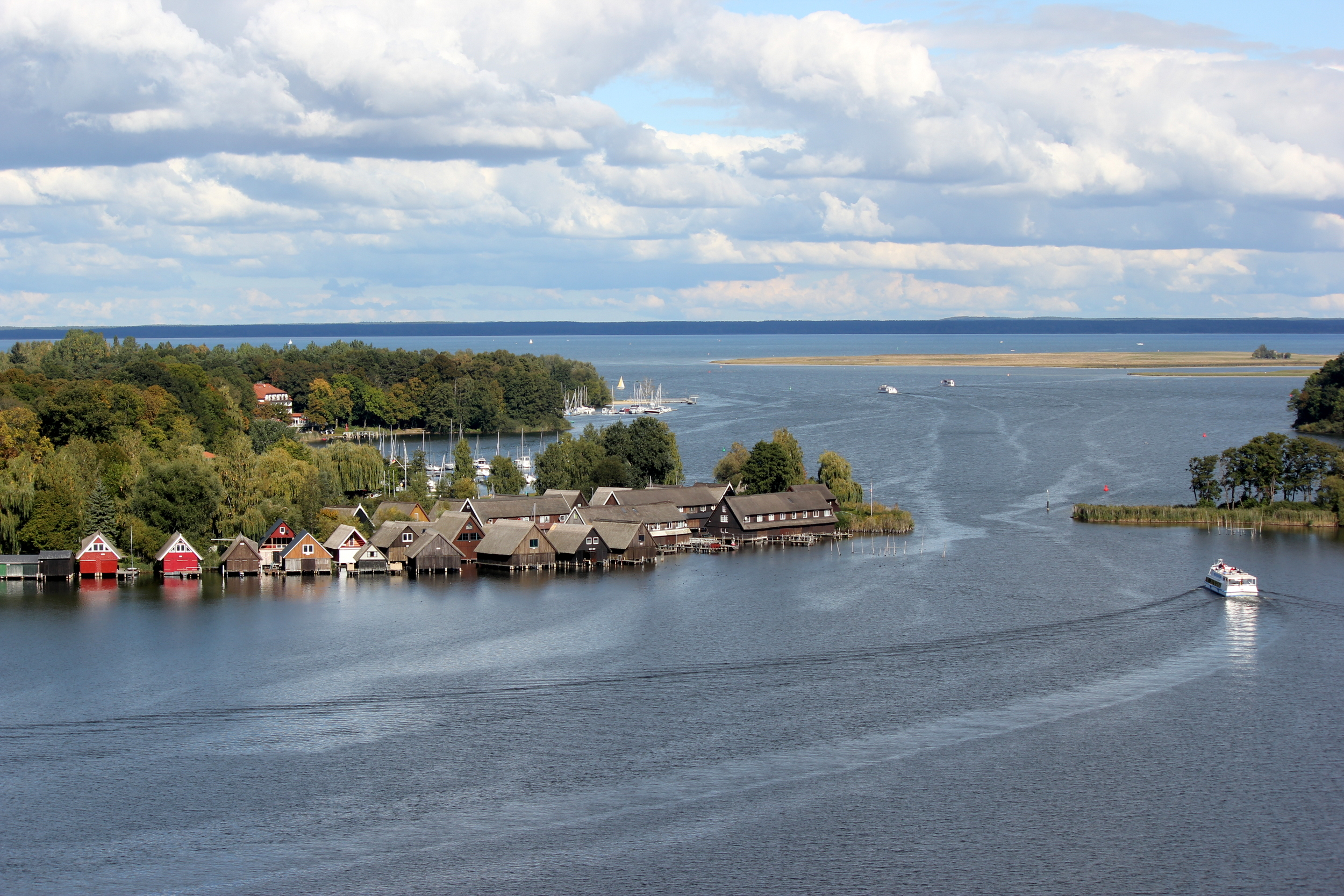
Le lac Müritz.

Le Mecklembourg est bordé à l'ouest par la région du Holstein, ainsi que par le Land de Basse-Saxe au delà de l'Elbe et par le Land de Brandebourg (la Prignitz et l'Uckermark) au Sud. À l'Est, la région est délimitée par les rivières Recknitz, Trebel et Peene qui marquent la limite avec la Poméranie occidentale.
La région appartenant à la plaine d'Allemagne du Nord, peu fertile, est relativement peu peuplée. Les plus grandes villes du Mecklembourg sont Rostock, Schwerin, Neubrandenbourg, Wismar und Güstrow. En face de la côte Baltique se trouvent l'île de Poel et la péninsule de Fischland. Au Sud s'étend le plateau des lacs mecklembourgeois avec la Müritz, aujourd'hui au centre du parc national de la Müritz. D'autres grands lacs sont le Plauer See et le Schweriner See. Les principales rivières sont la Warnow, la Recknitz, la Tollense et l'Elde, ainsi que l'Elbe entre Dömitz et Boizenburg sur la limite occidentale.

## Histoire

### Le temps slave
On trouve la première mention du nom de Mikelenburg (« grand château » en moyen bas allemand) dans un acte délivré en 995 par le roi Otton III, il se réfère au château de Mecklenburg situé entre les villes de Schwerin et de Wismar. À cette époque, la région a été peuplée par les tribus slaves (« Wendes ») et la forteresse a été la résidence ancestrale de la maison de Mecklembourg, princes des Abodrites. La région plus éloignée à l'Est constituait la patrie de la fédération des Vélètes puis des Lutici.
Vers l'an 800 déjà, les Abodrites s'étaient alliés à Charlemagne dans la guerre des Saxons. De la même façon que la tribu slave des Wagriens à l'Ouest, ils ont résisté un certain temps à la colonisation germanique. D'après le chroniqueur Widukind de Corvey, le roi Otton Ier a nommé le noble Hermann Billung († 973) son princeps militiae sur la frontière orientale du duché de Saxe ; dans un acte de 956, il est appelé marchio (margrave). Selon les rapports de Widukind, Hermann était le suzerain des Wagriens et également des Abodrites sous leur prince Mistivoï. Néanmoins, la notion traditionnelle d'une marche des Billung à l'Est de la Saxe est remise aujourd'hui en question.

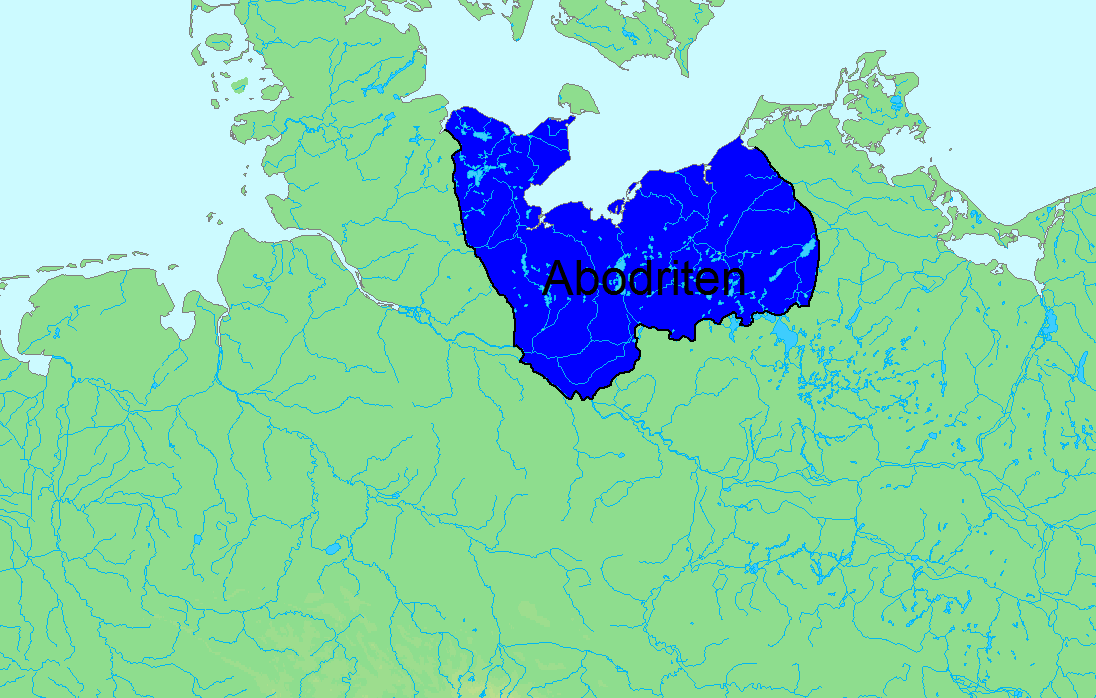
Les domaines des Abodrites et des Wagriens au début du XIIe siècle.

Au XIe siècle, le prince slave Gottschalk fonda un État des Abodrites en suivant l'exemple bohémien ou polonais. Il a trouvé la mort dans une révolte de la noblesse en 1066 ; son fils Henri pouvait encore une fois étendre le territoire souverain. 
Après la mort de Henri en 1127, toutefois, la principauté slave a commencé à se décomposer. En 1129, le prince danois Knud Lavard, fils du roi Éric Ier, a obtenu le pays des Abodrites (regnum obotritorum) en fief des mains du roi Lothaire de Supplinbourg. Après son meurtre deux ans plus tard, le prince slave Pribislav, neveu de Henri, reprit le pouvoir dans les terres des Wagriens. Dans l'Est, Niklot, prince des Abodrites, reconnaît la suprématie du roi Lothaire. Pribislaw, pour sa part, essaya de secouer l'autorité suprême des Saxons après la mort de Lothaire en 1137, tentative qui échoua et ses domaines sont devenues une partie de Holstein sous le règne du comte Adolphe II.

### Principauté de Mecklembourg
Durant la deuxième croisade, en  1147, le duc saxon Henri le Lion a commencé une campagne dans les territoires slaves dans l'Est de l'Elbe afin de faire valoir ses prétentions de domination. Niklot, prince des Abodrites qui avait gouverné ses domaines presque sans restriction, était contraint de le serment de fidélité au duc Henri en devenant un vassal saxon. Dans les combats suivants, Niklot a été tué en 1160 ; son fils et successeur Pribislav Ier a fini la bataille en 1167. En tant que vassal de Henri, il devint le premier « prince de Mecklembourg », lorsque le comté de Schwerin au Sud-Ouest a été cédé au noble saxon Gosselin de Hagen.
Sous les descendants du prince Pribislav, des colons et ministériels allemands sont arrivés en Mecklembourg, provenant de la Saxe.  D'ouest en est, ils abattent les vastes hêtraies et ont cultivé les terres en utilisant la charrue ; l'assolement triennal joue là un rôle central. Au même temps, des commerçants et artisans entraient dans le pays. Les gens emmenaient leur culture et côtoyèrent la population autochtone. Dans l'ensemble du pays, le bas allemand gagnait du terrain.

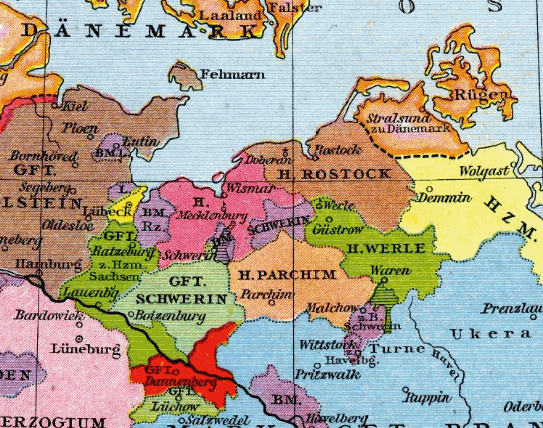
Les seigneuries de Mecklembourg dans les années 1230.

En 1234 déjà, après la mort du prince Henri II Borwin de Mecklembourg, le premier partage du Mecklembourg a lieu. Cela a donné naissance aux quatre seigneuries de Mecklembourg, de Werle, de Parchim et de Rostock sous le gouvernement de ses fils. Parallèlement, les domaines des comtes de Schwerin existent encore au Sud-Ouest. Le règne de Pribislav de Mecklembourg-Parchim a été terminé en 1256 déjà ; la seigneurie de Rostock fut conquise par Henri II de Mecklembourg en 1312. 
Henri II était l'époux de Béatrice, fille du margrave Albert III de Brandebourg qui était également le souverain de la seigneurie de Stargard à l'Est. Après la mort de son beau-père, il pouvait acquérir Stargard en fief par un traité avec le margraves de Brandebourg du 15 janvier 1304. À la mort de Béatrice, en 1314, le margrave ascanien Valdemar de Brandebourg a essayé de récupérer le pays de force mais ses forces furent battues près de Gransee en août 1316. Par le traité de Templin conclu le 25 novembre 1317, la seigneurie de Stargard fut définitivement classée parmi les possessions du Mecklembourg. Après la mort de Valdemar en 1319, Henri II a pu s'emparer de vastes zones dans la Prignitz et dans l'Uckermark ; néanmoins, il doit restituer celui-ci au nouveau margrave Louis V de Wittelsbach, fils du roi Louis IV, en 1325.

### Duché de Mecklembourg

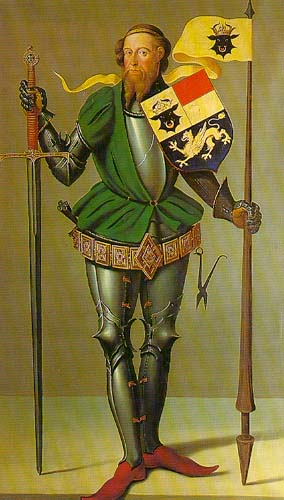
Albert II, duc de Mecklembourg.

À la mort de Henri II en 1329, ses fils mineurs, Albert II et Jean gouvernèrent d'abord conjointement. Tous deux furent des fidèles soutiens à la maison impériale des Luxembourg ; le 8 juillet 1348, le roi Charles IV leur accordait le titre de « duc » et les éleva aux princes du Saint-Empire. Par un accord conclu le 15 novembre 1352, le patrimoine d'Albert II et Jean a été divisée afin de former les duchés de Mecklembourg-Schwerin et de Mecklembourg-Stargard. Le comté de Schwerin a été acheté par Albert en 1358. Ses descendants laissèrent alors leur résidence de Wismar pour s'installer sur l'île fortifiée de Schwerin où fut construit le château ducal.
En 1436, à la mort du prince Guillaume, la lignée des seigneurs de Werle s'éteint. À propos de la succession, un nouveau conflit a éclaté entre le Mecklembourg et la marche de Brandebourg. Finalement, selon les dispositions de la paix de Wittstock signée le 12 avril 1442, les domaines sont passés à son cousin le duc Henri IV de Mecklembourg-Schwerin qui, en cotrepartie, fallait renoncer à l'Uckermark. Lorsque le dernier duc à Stargard, Ulrich II, meurt en 1471, l'ensemble du pays a été réunifié sous son règne. L'union des États mecklembourgeois est atteinte en 1523, bien que le règne avait été divisé encore une fois trois ans auparavant entre les ducs Henri V de Mecklembourg-Schwerin et Albert VII de Mecklembourg-Güstrow.
Depuis le XIIIe siècle, le ports de Rostock et de Wismar ont été membres de la Ligue hanséatique. Le duc Albert II pratique une politique de puissance dans les pays scandinaves ; son fils Albert III devint roi de Suède de 1364 à 1389. Par le traité de Stralsund conclu le 24 mai 1370, la Hanse a mis fin à la domination danoise dans la région de la mer Baltique. En 1419, les ducs Jean IV et Albert V de Mecklembourg ont créé l'université de Rostock, l'une des premières universités d'Europe du Nord.

### Réforme protestante
À partir de 1523, la Réforme fit son entrée dans le pays, surtout dans la forme particulière du luthéranisme. Les citoyens de Rostock ont définitivement adopté la nouvelle foi en 1531. À l'origine, la Réforme bénéficiait seulement de l'appui du duc Henri V de Mecklembourg-Schwerin, lorsque son frère Albert VII de Mecklembourg-Güstrow la rejette. 
C'était le fils d'Albert VII, le duc Jean-Albert Ier, qui a obtenu que le protestantisme a été institutionnalisé dans tout le Mecklembourg jusqu'en 1549. Sa conversion irait donc à l'encontre de la politique de l'empereur Charles V, raison pour laquelle il s'attache à construire une alliance avec deux souverains protestants : le margrave Jean de Brandebourg-Küstrin et le duc Albert de Prusse. En 1551, Jean-Albert Ier a accepté d'apporter son assistance à l'électeur Maurice de Saxe. Le 15 janvier 1552, il signe le traité de Chambord avec le roi Henri II de France préparant la révolte des princes contre l'autorité de l'empereur. Finalement, en 1555, la paix d'Augsbourg et le principe « cujus regio, ejus religio » assure l'indépendance dans le domaine de la religion. La même année, Jean-Albert Ier épousa Anne-Sophie de Prusse, la fille du duc Albert, au palais de Wismar. 
En 1621, le duché est pour la deuxième fois partagé entre les lignes de Mecklembourg-Schwerin et de Mecklembourg-Güstrow. À cette époque, au début de la guerre de Trente Ans, les ducs Adolphe-Frédéric et Jean-Albert II ont essayé à préserver la neutralité. Néanmoins, à l'approche de l'armée impériale en 1625, ils conclurent une alliance avec les souverains de Brunswick-Wolfenbüttel, de duché de Poméranie, de Brandebourg et de Holstein, tous sous la bannière du roi Christian IV de Danemark. Après que les Danois furent vaincus par les forces catholiques du Saint-Empire à la bataille de Lutter en 1626, les ducs de Mecklembourg étaient mis au ban et destitués par l'empereur Ferdinand II de Habsbourg. 

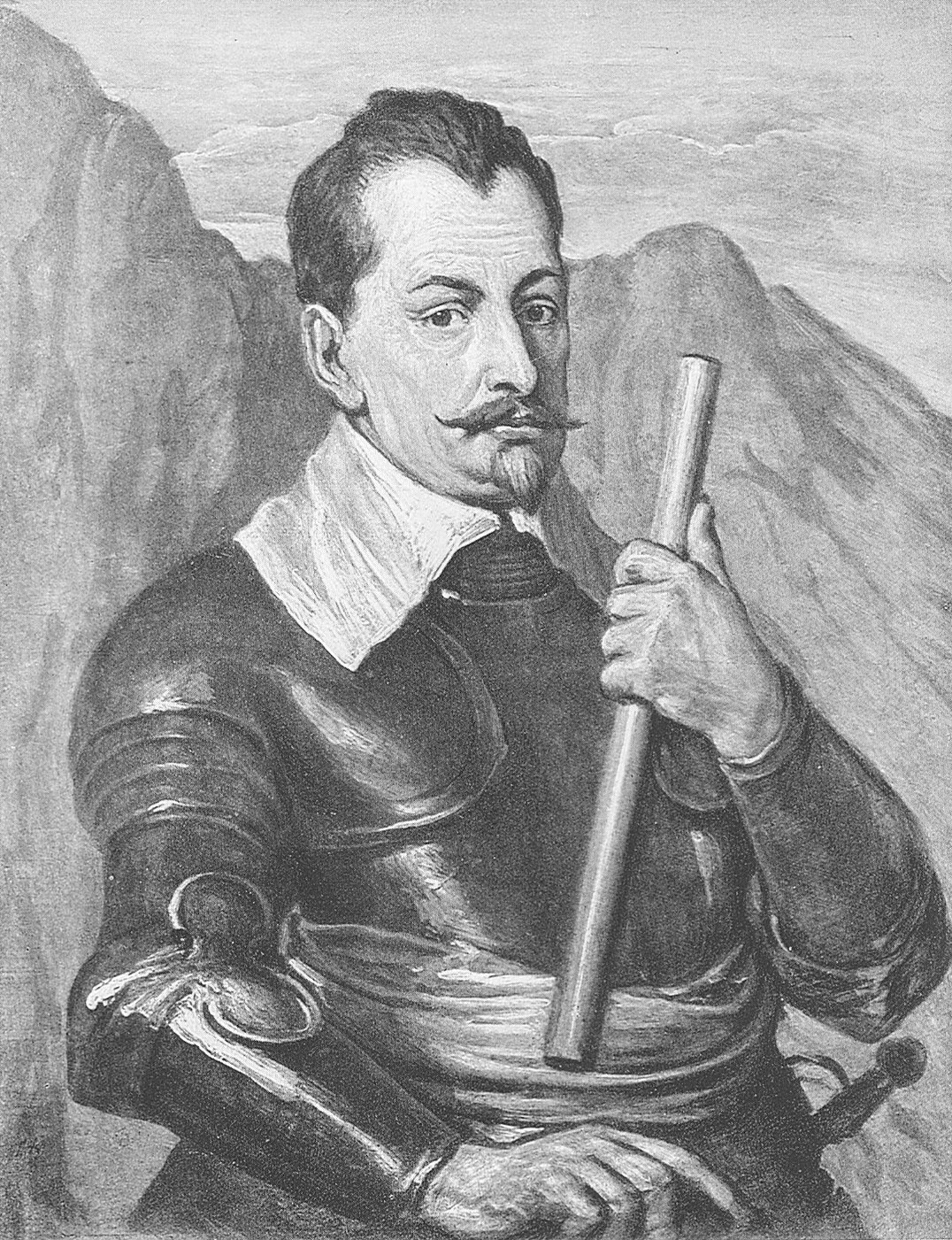
Albrecht von Wallenstein, portrait par Antoine van Dyck (v. 1641).

En 1628, l'empereur assigna le fief de Mecklembourg à son général Albrecht von Wallenstein résidant au château de Güstrow. Durant son court règne, Wallenstein s'avère un souverain capable et réformiste ; cependant, au bout de deux ans, les forces du roi suédois Gustave II Adolphe attaquèrent le pays. En septembre 1630, ils ont conquis les villes de Marlow et de Ribnitz sur la frontière septentrionale ; en février 1631, ils occupèrent Neubrandenbourg. Déjà en 1630, Gustave Adolphe rétablit le règne des ducs de Mecklembourg. En association avec les Suédois, Adolphe-Frédéric et Jean-Albert II ont pu reconquérir les forteresses de Neubrandenbourg et de Plau, et assiéger la ville de Wismar et le fort sur l'île de Walfisch. L'année suivante, la conquête de Warnemünde et Rostock réussit ; en 1632, la garnison impériale à Wismar a capitulé. Par traité conlu le 29 février 1632, les ducs de Mecklembourg durent céder les bases militaires à Warnemünde et à Wismar aux Suédois.
En 1635, les ducs deviennent parties contractantes à la paix de Prague et sont de nouveau reconnus par l'empereur. En contrepartie, les troupes suédoises sont à nouveau intervenues. Ils s'acharnent sur les forteresses de Dömitz et de Plau, pillèrent les domaines et se sont livrés à des combats avec l'armée impériale. Finalament, sous les dispositions des traités de Westphalie conclus en 1648, la ville de Wismar avec Neukloster et l'île de Poel resta la propriété de la Suède. Les ducs étaient dédommagés pour cela par des zones sécularisées à Schwerin, Ratzebourg, Mirow et Nemerow. 
Le pays était dévasté et pratiquement vidé de ses habitants, de nombreuses villes étaient en ruines et le commerce s'était effondré. Les ducs s'efforcent de rétablir la vie économique ; toutefois, en dépit d'un afflux d'immigrés, les structures démographiques étaient fragiles et les paysans ont été soumis aux conditions du servage. Peu d'années plus tard, de 1658 jusqu'à la conclusion du traité d'Oliva en 1660, la première guerre du Nord a de nouveau provoqué des affrontements armés. Durant la guerre de Scanie, de 1675 à 1679, les forces du Brandebourg et du royaume de Danemark ont occupé les domaines. Vers la fin du XVIIe siècle, le Mecklembourg fut un centre de la chasse aux sorcières.
Le duc Christian-Louis Ier de Mecklembourg-Schwerin, fils d'Adolphe-Frédéric, se présenta à la cour du roi Louis XIV à Paris et est même converti au catholicisme en 1663. La branche de Mecklembourg-Güstrow s'éteint à la mort du duc Gustave-Adolphe en 1695.

### Le partage de 1701

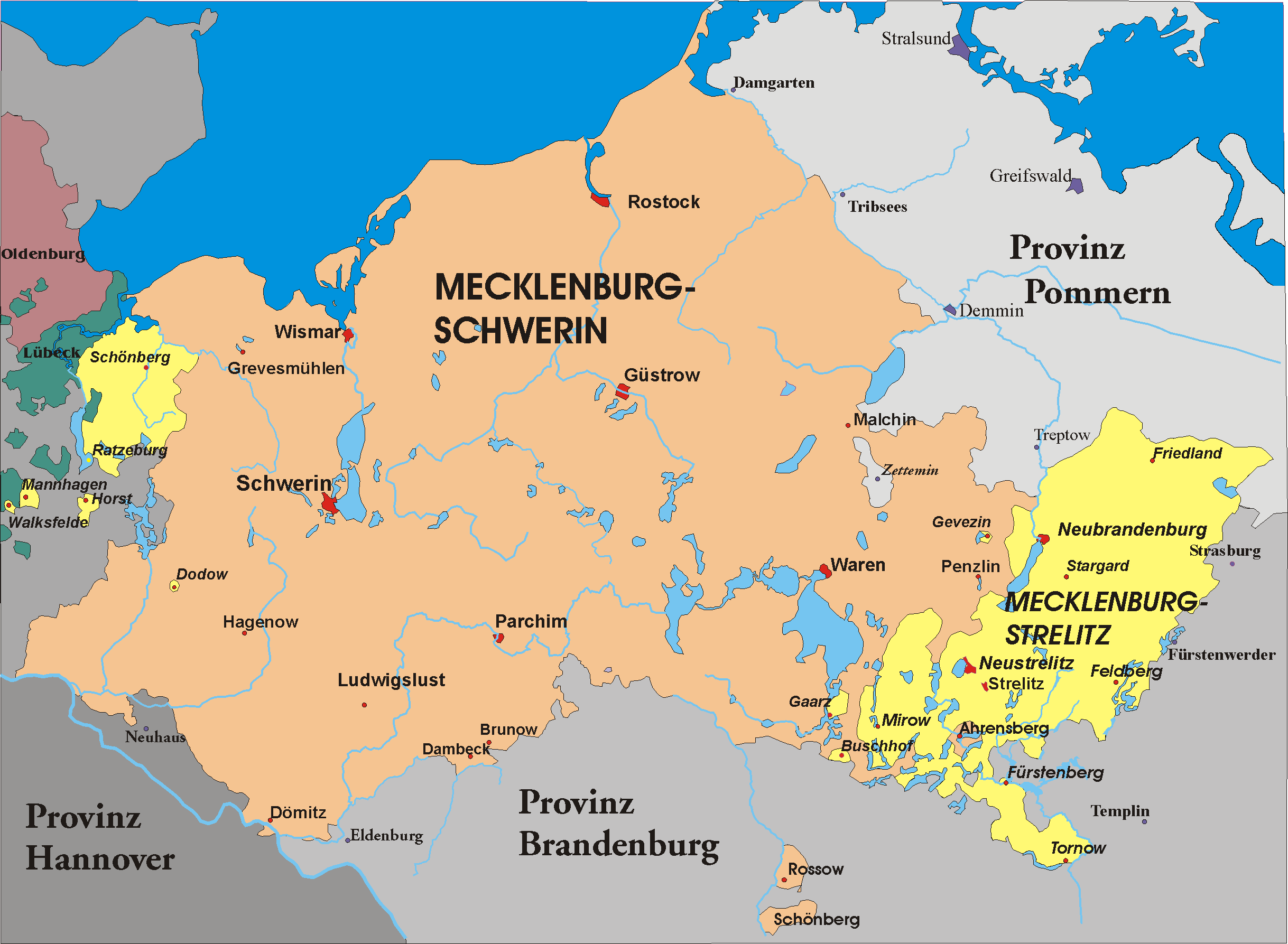
Les duchés de Mecklembourg-Schwerin et de Mecklembourg-Strelitz après le partage de 1701.

Alors qu'une grande partie du Mecklembourg est dévastée une nouvelle fois durant la grande guerre du Nord, la dynastie régnante était en mesure de partager le principe commun de la primogéniture. Après l'extinction de la lignée à Güstrow, deux entités autonomes furent créées par un acte de partage conclu le 8 mars 1701 à Hambourg. Il en résulte la fondation des duchés de Mecklembourg-Schwerin et de Mecklembourg-Strelitz. Les différents souverains portent ainsi le même titre de duc puis, à partir de 1815, de grand-duc de Mecklembourg.
Les villes indépendantes qui sont en bord de mer sont Rostock et Wismar. Les deux autres villes indépendantes sont Schwerin et Neubrandenbourg. Le Mecklembourg est le pays d'origine de Fritz Reuter (équivalent bas-allemand de Frédéric Mistral). 
Après la Seconde Guerre mondiale, la région se voit adjoindre une partie de la province prussienne de Poméranie antérieure pour former le Land de Mecklembourg. En 1952, comme ailleurs en RDA, le Land est dissous pour former les districts de Rostock, Schwerin et de Neubrandenbourg. Depuis 1990, le Mecklembourg forme la partie occidentale du Land de Mecklembourg-Poméranie-Occidentale.